# محلية زالنجي
محلية زالنجي: هي إحدى محليات ولاية غرب دارفور، في السودان.

## انظر ايضًا
- محليات السودان .
- ولابات السودان.
- | أيقونة بذرة | هذه بذرة مقالة عن موقع جغرافي في السودان بحاجة للتوسيع. فضلًا شارك في تحريرها. |